# Ziti
Les ziti sont des pâtes alimentaires longues, cylindriques et creuses, typiques de la Campanie, en Italie.

## Galerie

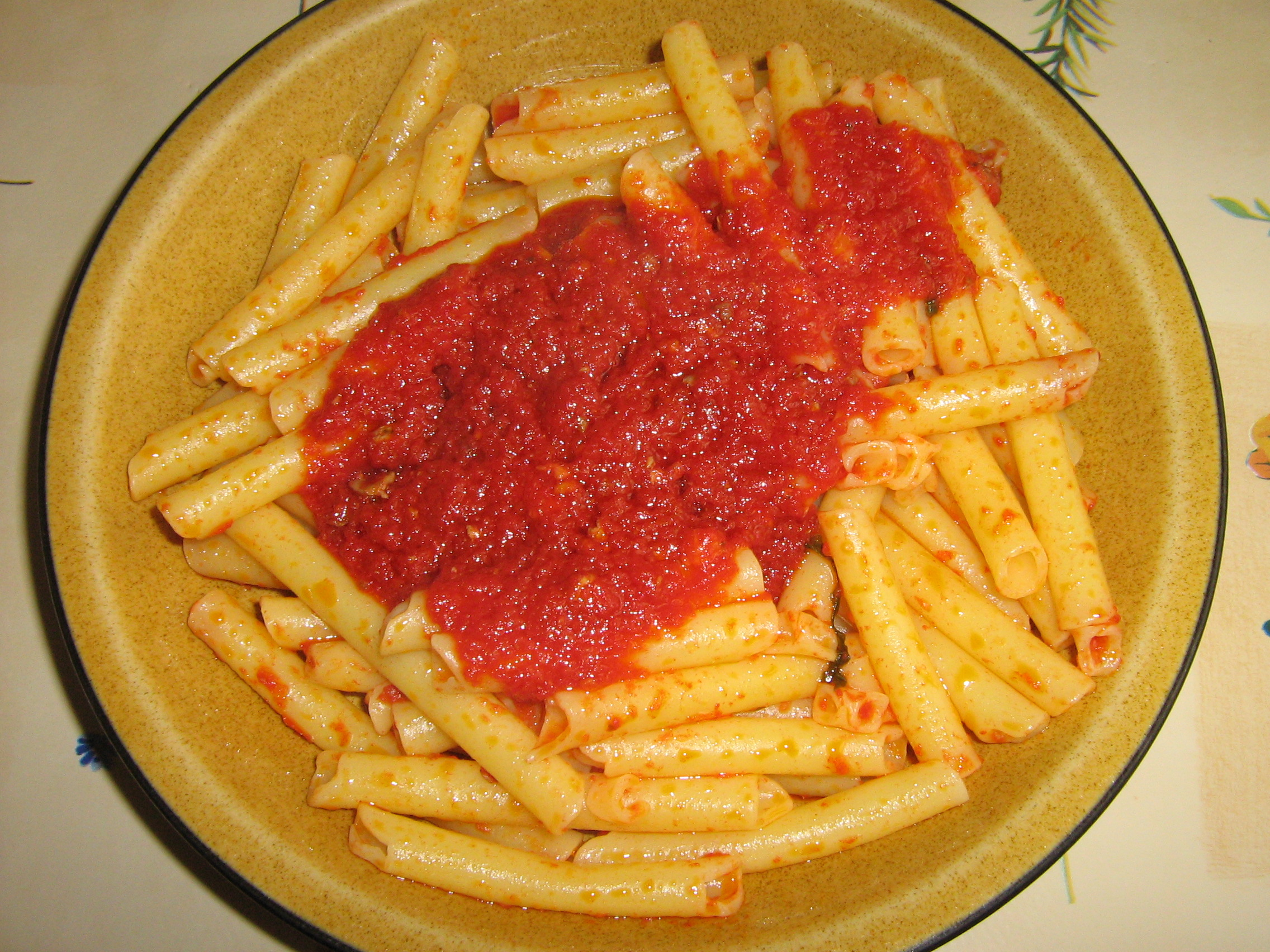
Ziti au ragù.